# NGC 129
NGC 129 ist ein offener Sternhaufen vom Typ IV2p im Sternbild Kassiopeia am Nordsternhimmel. NGC 129 ist etwa 9900 Lichtjahre von der Erde entfernt und hat eine scheinbare Helligkeit von +6,5 mag. Sein Alter wird auf rund 76 Millionen Jahre geschätzt. Der Cepheid DL Cas ist ein Mitglied dieses Sternhaufens.
Der offene Sternhaufen NGC 129 wurde am 16. Dezember 1788 von dem deutsch-britischen Astronomen Friedrich Wilhelm Herschel entdeckt.